# Erythrophaia suavis
Erythrophaia suavis är en fjärilsart som beskrevs av Otto Staudinger 1888. Erythrophaia suavis ingår i släktet Erythrophaia och familjen nattflyn. Inga underarter finns listade i Catalogue of Life.